# Llista de topònims de Sant Llorenç de la Muga
Llista de topònims (noms propis de lloc) del municipi de Sant Llorenç de la Muga, a l'Alt Empordà
Informació actualitzada per un bot. Els canvis manuals es perdran quan s'actualitzi!

## assentament humà
| imatge | Nom              | Ubicat a                | instància de     | Detalls | coordenades                                              | Protecció | Commons (més fotos) | Dades a WD                    |
| ------ | ---------------- | ----------------------- | ---------------- | ------- | -------------------------------------------------------- | --------- | ------------------- | ----------------------------- |
|        | Riberada d'Amunt | Sant Llorenç de la Muga | assentament humà |         | 42° 18′ 43″ N, 2° 46′ 03″ E / 42.31200556°N,2.76755°E    |           |                     | Modifica les dades a Wikidata |
|        | Riberada d'Avall | Sant Llorenç de la Muga | assentament humà |         | 42° 18′ 59″ N, 2° 46′ 52″ E / 42.31638889°N,2.78111111°E |           |                     | Modifica les dades a Wikidata |

## cabana
| imatge | Nom                    | Ubicat a                | instància de | Detalls | coordenades                                                         | Protecció | Commons (més fotos) | Dades a WD                    |
| ------ | ---------------------- | ----------------------- | ------------ | ------- | ------------------------------------------------------------------- | --------- | ------------------- | ----------------------------- |
|        | Coberts de la Conjunta | Sant Llorenç de la Muga | cabana       |         | 42° 19′ 14″ N, 2° 46′ 04″ E / 42.3206255827905°N,2.76787790630524°E |           |                     | Modifica les dades a Wikidata |
|        | Coberts de la Muntada  | Sant Llorenç de la Muga | cabana       |         | 42° 19′ 18″ N, 2° 47′ 37″ E / 42.3217466985582°N,2.79371142307918°E |           |                     | Modifica les dades a Wikidata |

## edifici
| imatge | Nom                     | Ubicat a                | instància de | Detalls                     | coordenades                                          | Protecció                                  | Commons (més fotos)                          | Dades a WD                    |
| ------ | ----------------------- | ----------------------- | ------------ | --------------------------- | ---------------------------------------------------- | ------------------------------------------ | -------------------------------------------- | ----------------------------- |
|        | Mines de Montdavà       | Sant Llorenç de la Muga | edifici      | Estil: arquitectura popular | 42° 20′ 41″ N, 2° 46′ 14″ E / 42.34466°N,2.77045°E   | bé cultural d'interès local                |                                              | Modifica les dades a Wikidata |
|        | Oratori de Sant Ponç    | Sant Llorenç de la Muga | edifici      | Estil: arquitectura popular | 42° 19′ 36″ N, 2° 45′ 05″ E / 42.32663°N,2.7513°E    | bé cultural d'interès local                |                                              | Modifica les dades a Wikidata |
|        | Pou del carrer Nou      | Sant Llorenç de la Muga | edifici      | Estil: arquitectura popular |                                                      | bé cultural d'interès local                |                                              | Modifica les dades a Wikidata |
|        | Rentador                | Sant Llorenç de la Muga | edifici      | Estil: arquitectura popular |                                                      | bé cultural d'interès local                |                                              | Modifica les dades a Wikidata |
|        | Sistema de regadiu      | Sant Llorenç de la Muga | edifici      | Estil: arquitectura popular | 42° 19′ 11″ N, 2° 47′ 12″ E / 42.319675°N,2.786689°E | bé integrant del patrimoni cultural català | Sistema de regadiu (Sant Llorenç de la Muga) | Modifica les dades a Wikidata |
|        | Societat la Fraternitat | Sant Llorenç de la Muga | edifici      | Estil: arquitectura popular | 42° 19′ 12″ N, 2° 47′ 23″ E / 42.32012°N,2.78985°E   | bé cultural d'interès local                |                                              | Modifica les dades a Wikidata |
|        | la Carbonera            | Sant Llorenç de la Muga | edifici      | Estil: arquitectura popular |                                                      | bé cultural d'interès local                |                                              | Modifica les dades a Wikidata |
|        | la Sínia                | Sant Llorenç de la Muga | edifici      | Estil: arquitectura popular | 42° 19′ 12″ N, 2° 47′ 10″ E / 42.32°N,2.78625°E      | bé cultural d'interès local                |                                              | Modifica les dades a Wikidata |

## església
| imatge | Nom                                   | Ubicat a                | instància de | Detalls                      | coordenades                                                         | Protecció                                  | Commons (més fotos)                   | Dades a WD                    |
| ------ | ------------------------------------- | ----------------------- | ------------ | ---------------------------- | ------------------------------------------------------------------- | ------------------------------------------ | ------------------------------------- | ----------------------------- |
|        | Sant Andreu                           | Sant Llorenç de la Muga | església     | Estil: arquitectura popular  | 42° 19′ 20″ N, 2° 47′ 25″ E / 42.3222°N,2.79023°E 165 msnm          | bé cultural d'interès local                | Sant Andreu (Sant Llorenç de la Muga) | Modifica les dades a Wikidata |
|        | Sant Antoni                           | Sant Llorenç de la Muga | església     | Estil: arquitectura popular  | 42° 19′ 02″ N, 2° 46′ 53″ E / 42.317195°N,2.781507°E 182 msnm       | bé integrant del patrimoni cultural català | Sant Antoni (Sant Llorenç de la Muga) | Modifica les dades a Wikidata |
|        | Sant Jordi de Sant Llorenç de la Muga | Sant Llorenç de la Muga | església     | Estil: arquitectura romànica | 42° 19′ 42″ N, 2° 45′ 58″ E / 42.328292°N,2.766099°E                | bé cultural d'interès local                |                                       | Modifica les dades a Wikidata |
|        | Sant Ponç                             | Sant Llorenç de la Muga | església     |                              | 42° 19′ 36″ N, 2° 45′ 06″ E / 42.3266435666583°N,2.75158008876353°E |                                            |                                       | Modifica les dades a Wikidata |
|        | Santa Maria de Palau                  | Sant Llorenç de la Muga | església     | Estil: arquitectura romànica | 42° 18′ 26″ N, 2° 44′ 20″ E / 42.307249°N,2.738948°E 222 msnm       | bé cultural d'interès local                | Santa Maria de Palau                  | Modifica les dades a Wikidata |
|        | església de Sant Llorenç de la Muga   | Sant Llorenç de la Muga | església     | Estil: arquitectura romànica | 42° 19′ 12″ N, 2° 47′ 25″ E / 42.3201°N,2.79017°E                   | bé cultural d'interès local                | Església de Sant Llorenç de la Muga   | Modifica les dades a Wikidata |

## font
| imatge | Nom                      | Ubicat a                | instància de | Detalls                     | coordenades                                        | Protecció                   | Commons (més fotos) | Dades a WD                    |
| ------ | ------------------------ | ----------------------- | ------------ | --------------------------- | -------------------------------------------------- | --------------------------- | ------------------- | ----------------------------- |
|        | Font Fradera             | Sant Llorenç de la Muga | font         | Estil: arquitectura popular | 42° 18′ 42″ N, 2° 46′ 36″ E / 42.31167°N,2.77663°E | bé cultural d'interès local |                     | Modifica les dades a Wikidata |
|        | Font Pudosa              | Sant Llorenç de la Muga | font         | Estil: arquitectura popular | 42° 19′ 12″ N, 2° 47′ 26″ E / 42.31996°N,2.79062°E | bé cultural d'interès local |                     | Modifica les dades a Wikidata |
|        | Font del Lleó            | Sant Llorenç de la Muga | font         | Estil: arquitectura popular |                                                    | bé cultural d'interès local |                     | Modifica les dades a Wikidata |
|        | font de Palau            | Sant Llorenç de la Muga | font         | Estil: arquitectura popular | 42° 18′ 19″ N, 2° 44′ 26″ E / 42.30531°N,2.74047°E | bé cultural d'interès local |                     | Modifica les dades a Wikidata |
|        | font de la Muntada       | Sant Llorenç de la Muga | font         | Estil: arquitectura popular | 42° 19′ 15″ N, 2° 47′ 41″ E / 42.32086°N,2.79469°E | bé cultural d'interès local |                     | Modifica les dades a Wikidata |
|        | font de la Palanca       | Sant Llorenç de la Muga | font         | Estil: arquitectura popular | 42° 19′ 07″ N, 2° 47′ 18″ E / 42.3185°N,2.78832°E  | bé cultural d'interès local |                     | Modifica les dades a Wikidata |
|        | font de la plaça de Baix | Sant Llorenç de la Muga | font         | Estil: arquitectura popular | 42° 19′ 14″ N, 2° 47′ 23″ E / 42.32062°N,2.78986°E | bé cultural d'interès local |                     | Modifica les dades a Wikidata |
|        | font del Turó            | Sant Llorenç de la Muga | font         | Estil: arquitectura popular | 42° 19′ 10″ N, 2° 46′ 45″ E / 42.31933°N,2.7793°E  | bé cultural d'interès local |                     | Modifica les dades a Wikidata |

## masia
| imatge | Nom                      | Ubicat a                | instància de | Detalls                     | coordenades                                                         | Protecció                                  | Commons (més fotos) | Dades a WD                    |
| ------ | ------------------------ | ----------------------- | ------------ | --------------------------- | ------------------------------------------------------------------- | ------------------------------------------ | ------------------- | ----------------------------- |
|        | Ca l'Oliveró             | Sant Llorenç de la Muga | masia        |                             | 42° 20′ 16″ N, 2° 46′ 54″ E / 42.337729247048°N,2.7815794873477°E   |                                            |                     | Modifica les dades a Wikidata |
|        | Cal Moliner              | Sant Llorenç de la Muga | masia        |                             | 42° 19′ 50″ N, 2° 47′ 40″ E / 42.3306819225268°N,2.79433766776865°E |                                            |                     | Modifica les dades a Wikidata |
|        | Can Cabreta              | Sant Llorenç de la Muga | masia        |                             | 42° 20′ 11″ N, 2° 47′ 16″ E / 42.3364157016212°N,2.78767902697081°E |                                            |                     | Modifica les dades a Wikidata |
|        | Can Campins              | Sant Llorenç de la Muga | masia        |                             | 42° 19′ 10″ N, 2° 46′ 39″ E / 42.3193566465262°N,2.77743327482155°E |                                            |                     | Modifica les dades a Wikidata |
|        | Can Camps                | Sant Llorenç de la Muga | masia        |                             | 42° 19′ 24″ N, 2° 44′ 56″ E / 42.3232242913467°N,2.74885073099047°E |                                            |                     | Modifica les dades a Wikidata |
|        | Can Clapat               | Sant Llorenç de la Muga | masia        |                             | 42° 20′ 07″ N, 2° 47′ 25″ E / 42.3353488033331°N,2.79030456622994°E |                                            |                     | Modifica les dades a Wikidata |
|        | Can Corones              | Sant Llorenç de la Muga | masia        |                             | 42° 19′ 44″ N, 2° 46′ 12″ E / 42.3287536414872°N,2.77011771701452°E |                                            |                     | Modifica les dades a Wikidata |
|        | Can Cortada              | Sant Llorenç de la Muga | masia        |                             | 42° 19′ 29″ N, 2° 45′ 10″ E / 42.3246289866899°N,2.75287449373796°E |                                            |                     | Modifica les dades a Wikidata |
|        | Can Costa d'Esparreguera | Sant Llorenç de la Muga | masia        |                             | 42° 20′ 32″ N, 2° 46′ 19″ E / 42.3421223055807°N,2.77190215769507°E |                                            |                     | Modifica les dades a Wikidata |
|        | Can Geli                 | Sant Llorenç de la Muga | masia        |                             | 42° 18′ 49″ N, 2° 46′ 23″ E / 42.3136023372248°N,2.77315794500863°E |                                            |                     | Modifica les dades a Wikidata |
|        | Can Gener                | Sant Llorenç de la Muga | masia        |                             | 42° 20′ 18″ N, 2° 47′ 54″ E / 42.3383892389979°N,2.79831850541407°E |                                            |                     | Modifica les dades a Wikidata |
|        | Can Gil Nou              | Sant Llorenç de la Muga | masia        |                             | 42° 19′ 23″ N, 2° 47′ 17″ E / 42.3230062900398°N,2.78807607128242°E |                                            |                     | Modifica les dades a Wikidata |
|        | Can Gil Vell             | Sant Llorenç de la Muga | masia        |                             | 42° 19′ 19″ N, 2° 47′ 22″ E / 42.3220092507638°N,2.78951147646482°E |                                            |                     | Modifica les dades a Wikidata |
|        | Can Jacques              | Sant Llorenç de la Muga | masia        |                             | 42° 19′ 49″ N, 2° 47′ 40″ E / 42.3303398652618°N,2.79443588365656°E |                                            |                     | Modifica les dades a Wikidata |
|        | Can Manel                | Sant Llorenç de la Muga | masia        |                             | 42° 18′ 26″ N, 2° 44′ 42″ E / 42.3073289107992°N,2.7449948777025°E  |                                            |                     | Modifica les dades a Wikidata |
|        | Can Mateu                | Sant Llorenç de la Muga | masia        |                             | 42° 19′ 54″ N, 2° 47′ 49″ E / 42.3317224884208°N,2.79706531942294°E |                                            |                     | Modifica les dades a Wikidata |
|        | Can Menera               | Sant Llorenç de la Muga | masia        |                             | 42° 18′ 35″ N, 2° 45′ 19″ E / 42.3095847118732°N,2.75521448598734°E |                                            |                     | Modifica les dades a Wikidata |
|        | Can Muntadeta            | Sant Llorenç de la Muga | masia        |                             | 42° 18′ 36″ N, 2° 46′ 00″ E / 42.3099330810345°N,2.76680088916024°E |                                            |                     | Modifica les dades a Wikidata |
|        | Can Patllari             | Sant Llorenç de la Muga | masia        |                             | 42° 19′ 53″ N, 2° 47′ 02″ E / 42.3315183491651°N,2.78392060497136°E |                                            |                     | Modifica les dades a Wikidata |
|        | Can Ponei                | Sant Llorenç de la Muga | masia        |                             | 42° 19′ 48″ N, 2° 44′ 46″ E / 42.3301349088481°N,2.74608013157865°E |                                            |                     | Modifica les dades a Wikidata |
|        | Can Romanic              | Sant Llorenç de la Muga | masia        |                             | 42° 18′ 57″ N, 2° 47′ 05″ E / 42.3157682427988°N,2.78479966599018°E |                                            |                     | Modifica les dades a Wikidata |
|        | Can Sabadell             | Sant Llorenç de la Muga | masia        |                             | 42° 18′ 09″ N, 2° 45′ 30″ E / 42.302566308041°N,2.75823836668236°E  |                                            |                     | Modifica les dades a Wikidata |
|        | Can Saleses              | Sant Llorenç de la Muga | masia        |                             | 42° 19′ 18″ N, 2° 47′ 20″ E / 42.321755741069°N,2.78878415866238°E  |                                            |                     | Modifica les dades a Wikidata |
|        | Can Serradell            | Sant Llorenç de la Muga | masia        |                             | 42° 19′ 40″ N, 2° 47′ 24″ E / 42.32783852097°N,2.7901096785479°E    |                                            |                     | Modifica les dades a Wikidata |
|        | Can Simó                 | Sant Llorenç de la Muga | masia        |                             | 42° 19′ 18″ N, 2° 47′ 23″ E / 42.3216492072068°N,2.78962190076299°E |                                            |                     | Modifica les dades a Wikidata |
|        | Can Tossa                | Sant Llorenç de la Muga | masia        |                             | 42° 19′ 20″ N, 2° 47′ 18″ E / 42.3223043299362°N,2.7883575585°E     |                                            |                     | Modifica les dades a Wikidata |
|        | Can Xec                  | Sant Llorenç de la Muga | masia        |                             | 42° 20′ 10″ N, 2° 47′ 13″ E / 42.3361262464875°N,2.78700022735191°E |                                            |                     | Modifica les dades a Wikidata |
|        | Cua-roig                 | Sant Llorenç de la Muga | masia        |                             | 42° 19′ 56″ N, 2° 47′ 24″ E / 42.3321782407023°N,2.79008447548545°E |                                            |                     | Modifica les dades a Wikidata |
|        | Ferrerós                 | Sant Llorenç de la Muga | masia        |                             | 42° 19′ 17″ N, 2° 43′ 15″ E / 42.3214575557139°N,2.72092072105874°E |                                            |                     | Modifica les dades a Wikidata |
|        | Mas Carreres             | Sant Llorenç de la Muga | masia        |                             | 42° 18′ 21″ N, 2° 44′ 14″ E / 42.3059692505618°N,2.73713817478041°E |                                            |                     | Modifica les dades a Wikidata |
|        | Mas Perafita             | Sant Llorenç de la Muga | masia        | Estat: ruïnós               | 42° 20′ 07″ N, 2° 49′ 02″ E / 42.335179°N,2.817104°E 218 msnm       |                                            |                     | Modifica les dades a Wikidata |
|        | Mas Rimaló               | Sant Llorenç de la Muga | masia        |                             | 42° 20′ 29″ N, 2° 47′ 06″ E / 42.3413639732269°N,2.78494306071319°E |                                            |                     | Modifica les dades a Wikidata |
|        | Mas Terrats              | Sant Llorenç de la Muga | masia        |                             | 42° 18′ 42″ N, 2° 46′ 03″ E / 42.3117267984458°N,2.76753444906279°E |                                            |                     | Modifica les dades a Wikidata |
|        | Rimbau de Dalt           | Sant Llorenç de la Muga | masia        |                             | 42° 18′ 34″ N, 2° 45′ 44″ E / 42.3093741391152°N,2.7621436246804°E  |                                            |                     | Modifica les dades a Wikidata |
|        | el Pla d'Amigó           | Sant Llorenç de la Muga | masia        |                             | 42° 20′ 57″ N, 2° 47′ 17″ E / 42.3492951167905°N,2.78803635244258°E |                                            |                     | Modifica les dades a Wikidata |
|        | els Calmatges            | Sant Llorenç de la Muga | masia        |                             | 42° 20′ 22″ N, 2° 46′ 08″ E / 42.3394955876552°N,2.7689374848255°E  |                                            |                     | Modifica les dades a Wikidata |
|        | l'Encontrella            | Sant Llorenç de la Muga | masia        |                             | 42° 19′ 10″ N, 2° 46′ 47″ E / 42.3195774313493°N,2.77983535088933°E |                                            |                     | Modifica les dades a Wikidata |
|        | la Cadamont              | Sant Llorenç de la Muga | masia        | Estil: arquitectura popular | 42° 18′ 33″ N, 2° 46′ 04″ E / 42.309034°N,2.767754°E                | bé integrant del patrimoni cultural català | Casa Cadamont       | Modifica les dades a Wikidata |
|        | la Conjunta              | Sant Llorenç de la Muga | masia        |                             | 42° 19′ 13″ N, 2° 46′ 04″ E / 42.3202829582059°N,2.76768499343802°E |                                            |                     | Modifica les dades a Wikidata |
|        | la Muntada               | Sant Llorenç de la Muga | masia        |                             | 42° 19′ 17″ N, 2° 47′ 36″ E / 42.3213767272003°N,2.79331214448115°E |                                            |                     | Modifica les dades a Wikidata |
|        | les Anguiles             | Sant Llorenç de la Muga | masia        |                             | 42° 19′ 34″ N, 2° 44′ 35″ E / 42.3261022501322°N,2.74297717178303°E |                                            |                     | Modifica les dades a Wikidata |
|        | les Corts                | Sant Llorenç de la Muga | masia        |                             | 42° 19′ 20″ N, 2° 44′ 21″ E / 42.322330296662°N,2.739156617461°E    |                                            |                     | Modifica les dades a Wikidata |
|        | les Rovires              | Sant Llorenç de la Muga | masia        |                             | 42° 19′ 56″ N, 2° 45′ 26″ E / 42.332276845881°N,2.7573224479975°E   |                                            |                     | Modifica les dades a Wikidata |

## molí d'aigua
| imatge | Nom                 | Ubicat a                | instància de | Detalls                     | coordenades                                                         | Protecció                                  | Commons (més fotos)            | Dades a WD                    |
| ------ | ------------------- | ----------------------- | ------------ | --------------------------- | ------------------------------------------------------------------- | ------------------------------------------ | ------------------------------ | ----------------------------- |
|        | Molí                | Sant Llorenç de la Muga | molí d'aigua | Estil: arquitectura popular | 42° 19′ 16″ N, 2° 47′ 24″ E / 42.321105°N,2.79013°E                 | bé integrant del patrimoni cultural català | Molí (Sant Llorenç de la Muga) | Modifica les dades a Wikidata |
|        | Molí d'en Carreres  | Sant Llorenç de la Muga | molí d'aigua |                             | 42° 18′ 27″ N, 2° 44′ 33″ E / 42.3073681652964°N,2.74241033092422°E |                                            |                                | Modifica les dades a Wikidata |
|        | Molí de la Cadamont | Sant Llorenç de la Muga | molí d'aigua | Estil: arquitectura popular | 42° 18′ 37″ N, 2° 46′ 01″ E / 42.310401°N,2.766857°E                | bé integrant del patrimoni cultural català | Molí de Can Cadamont           | Modifica les dades a Wikidata |
|        | Molí del Corral     | Sant Llorenç de la Muga | molí d'aigua |                             | 42° 18′ 29″ N, 2° 45′ 01″ E / 42.3080519811181°N,2.75025785940855°E |                                            |                                | Modifica les dades a Wikidata |

## muntanya
| imatge | Nom               | Ubicat a                        | instància de | Detalls | coordenades                                                         | Protecció | Commons (més fotos) | Dades a WD                    |
| ------ | ----------------- | ------------------------------- | ------------ | ------- | ------------------------------------------------------------------- | --------- | ------------------- | ----------------------------- |
|        | Puig de Can Llosa | Darnius Sant Llorenç de la Muga | muntanya     |         | 42° 21′ 12″ N, 2° 47′ 06″ E / 42.3534°N,2.78511°E 507.8 msnm        |           |                     | Modifica les dades a Wikidata |
|        | Puig de Palau     | Sant Llorenç de la Muga         | muntanya     |         | 42° 18′ 36″ N, 2° 44′ 20″ E / 42.3099°N,2.73899°E 381.2 msnm        |           |                     | Modifica les dades a Wikidata |
|        | Puig de Sant Ponç | Sant Llorenç de la Muga         | muntanya     |         | 42° 19′ 32″ N, 2° 45′ 00″ E / 42.32555556°N,2.75003722°E 654.9 msnm |           |                     | Modifica les dades a Wikidata |
|        | Puig de la Costa  | Sant Llorenç de la Muga         | muntanya     |         | 42° 19′ 23″ N, 2° 47′ 05″ E / 42.323075°N,2.78481972°E 264.9 msnm   |           |                     | Modifica les dades a Wikidata |
|        | Roca Alta         | Albanyà Sant Llorenç de la Muga | muntanya     |         | 42° 19′ 42″ N, 2° 42′ 35″ E / 42.3284°N,2.70978°E 507.6 msnm        |           |                     | Modifica les dades a Wikidata |
|        | Rocacorba         | Darnius Sant Llorenç de la Muga | muntanya     |         | 42° 20′ 35″ N, 2° 49′ 27″ E / 42.34296111°N,2.82403889°E 281.3 msnm |           |                     | Modifica les dades a Wikidata |

## muralla urbana
| imatge | Nom                                      | Ubicat a                | instància de   | Detalls                     | coordenades                                          | Protecció                                            | Commons (més fotos)                                | Dades a WD                    |
| ------ | ---------------------------------------- | ----------------------- | -------------- | --------------------------- | ---------------------------------------------------- | ---------------------------------------------------- | -------------------------------------------------- | ----------------------------- |
|        | Fortificacions a Sant Llorenç de la Muga | Sant Llorenç de la Muga | muralla urbana | Estil: arquitectura popular | 42° 19′ 10″ N, 2° 47′ 16″ E / 42.3195°N,2.78766°E    | bé d'interès cultural bé cultural d'interès nacional | Fortificacions a Sant Llorenç de la Muga           | Modifica les dades a Wikidata |
|        | Torre Farlingu i muralla                 | Sant Llorenç de la Muga | muralla urbana | Estil: arquitectura popular | 42° 19′ 14″ N, 2° 47′ 25″ E / 42.320637°N,2.790308°E | bé integrant del patrimoni cultural català           | Torre Farlingu i muralla (Sant Llorenç de la Muga) | Modifica les dades a Wikidata |

## pont
| imatge | Nom                 | Ubicat a                | instància de | Detalls                                    | coordenades                                                                                              | Protecció                   | Commons (més fotos)                 | Dades a WD                    |
| ------ | ------------------- | ----------------------- | ------------ | ------------------------------------------ | --- | --------------------------- | ----------------------------------- | ----------------------------- |
|        | Pont de Sant Antoni | Sant Llorenç de la Muga | pont         | Estil: arquitectura popular Travessa: Muga | 42° 19′ 02″ N, 2° 46′ 55″ E / 42.31723°N,2.78199°E ca:Carretera d'Albanyà, a 2 km del poble              | bé cultural d'interès local | Pont de Sant Antoni                 | Modifica les dades a Wikidata |
|        | el Pont Nou         | Sant Llorenç de la Muga | pont         | Travessa: Muga                             | 42° 19′ 24″ N, 2° 47′ 23″ E / 42.323351404414°N,2.78964050260723°E                                       |                             |                                     | Modifica les dades a Wikidata |
|        | pont Vell           | Sant Llorenç de la Muga | pont         | Estil: arquitectura popular Travessa: Muga | 42° 19′ 20″ N, 2° 47′ 23″ E / 42.3223°N,2.78965°E ca:Carretera de Figueres - Camí de la Muntada 167 msnm | bé cultural d'interès local | Pont Vell (Sant Llorenç de la Muga) | Modifica les dades a Wikidata |

## serra
| imatge | Nom                                                   | Ubicat a                         | instància de | Detalls | coordenades                                                         | Protecció | Commons (més fotos)         | Dades a WD                    |
| ------ | ----------------------------------------------------- | -------------------------------- | ------------ | ------- | ------------------------------------------------------------------- | --------- | --------------------------- | ----------------------------- |
|        | Muntanya de Santa Magdalena (Sant Llorenç de la Muga) | Sant Llorenç de la Muga Terrades | serra        |         | 42° 19′ 28″ N, 2° 49′ 33″ E / 42.32450833°N,2.82578056°E 526.2 msnm |           | Muntanya de Santa Magdalena | Modifica les dades a Wikidata |
|        | Serrallonga                                           | Sant Llorenç de la Muga Terrades | serra        |         | 42° 20′ 11″ N, 2° 49′ 41″ E / 42.3364°N,2.82807°E 225.4 msnm        |           |                             | Modifica les dades a Wikidata |
|        | serra de Ferrerós                                     | Albanyà Sant Llorenç de la Muga  | serra        |         | 42° 19′ 10″ N, 2° 43′ 27″ E / 42.3195°N,2.72418°E 636.3 msnm        |           |                             | Modifica les dades a Wikidata |
|        | serra de Sant Jordi                                   | Sant Llorenç de la Muga          | serra        |         | 42° 19′ 33″ N, 2° 45′ 55″ E / 42.3259°N,2.76514°E 654.9 msnm        |           |                             | Modifica les dades a Wikidata |
|        | serra de la Quella                                    | Sant Llorenç de la Muga Terrades | serra        |         | 42° 19′ 04″ N, 2° 48′ 39″ E / 42.31771778°N,2.81096944°E 415.1 msnm |           |                             | Modifica les dades a Wikidata |

## Misc
| imatge | Nom                                          | Ubicat a                | instància de                                                                   | Detalls                                               | coordenades | Protecció                                            | Commons (més fotos)                               | Dades a WD                    |
| ------ | -------------------------------------------- | ----------------------- | ------------------------------------------------------------------------------ | ----------------------------------------------------- | --- | ---------------------------------------------------- | ------------------------------------------------- | ----------------------------- |
|        | Castell de Sant Llorenç de la Muga           | Sant Llorenç de la Muga | castell                                                                        | Estil: arquitectura popular                           | 42° 19′ 12″ N, 2° 47′ 09″ E / 42.32°N,2.78576°E                                                                        | bé d'interès cultural bé cultural d'interès nacional | Castell de Sant Llorenç (Sant Llorenç de la Muga) | Modifica les dades a Wikidata |
|        | Cementiri                                    | Sant Llorenç de la Muga | cementiri                                                                      | Estil: arquitectura popular 19th century              | 42° 19′ 20″ N, 2° 47′ 25″ E / 42.32226°N,2.79014°E ca:C. del Pont Vell                                                 | bé cultural d'interès local                          | Cementiri (Sant Llorenç de la Muga)               | Modifica les dades a Wikidata |
|        | Muga                                         | Comarques gironines     | curs d'aigua                                                                   | Desemboca: mar Mediterrània Llarg: 70km Conca: 961km² | 42° 21′ 23″ N, 2° 34′ 01″ E / 42.356279°N,2.567071°E 42° 14′ 07″ N, 3° 07′ 31″ E / 42.235380930036°N,3.1252241134644°E |                                                      | Muga                                              | Modifica les dades a Wikidata |
|        | Penya-segats de la Muga                      | Sant Llorenç de la Muga | espai natural                                                                  |                                                       | 42° 20′ 46″ N, 2° 47′ 17″ E / 42.346°N,2.788°E                                                                         |                                                      |                                                   | Modifica les dades a Wikidata |
|        | Pou de glaç                                  | Sant Llorenç de la Muga | pou de neu                                                                     | Estil: arquitectura popular                           | 42° 18′ 25″ N, 2° 45′ 38″ E / 42.30708°N,2.76042°E                                                                     | bé cultural d'interès local                          |                                                   | Modifica les dades a Wikidata |
|        | Sant Antoni                                  | Sant Llorenç de la Muga | nucli de població nucli d'entitat singular de població                         | 65 hab                                                | 42° 19′ 01″ N, 2° 46′ 49″ E / 42.31694303°N,2.7802957°E 180 msnm                                                       |                                                      |                                                   | Modifica les dades a Wikidata |
|        | Sant Llorenç de la Muga                      | Sant Llorenç de la Muga | entitat singular de població ens local històric de Catalunya capital municipal | 258 hab                                               | 42° 19′ 13″ N, 2° 47′ 24″ E / 42.320254°N,2.790036°E 169 msnm                                                          |                                                      |                                                   | Modifica les dades a Wikidata |
|        | Torre de guaita de Sant Llorenç de la Muga   | Sant Llorenç de la Muga | torre de sentinella                                                            | Estil: arquitectura romànica                          | 42° 19′ 04″ N, 2° 47′ 25″ E / 42.3177°N,2.79035°E 261 msnm                                                             | bé d'interès cultural bé cultural d'interès nacional | Torre de guaita (Sant Llorenç de la Muga)         | Modifica les dades a Wikidata |
|        | carrer del Barri                             | Sant Llorenç de la Muga | carrer                                                                         | Estil: arquitectura popular                           | 42° 19′ 13″ N, 2° 47′ 10″ E / 42.320148°N,2.786043°E                                                                   | bé integrant del patrimoni cultural català           | Carrer del Barri                                  | Modifica les dades a Wikidata |
|        | casa consistorial de Sant Llorenç de la Muga | Sant Llorenç de la Muga | casa consistorial                                                              |                                                       | 42° 19′ 13″ N, 2° 47′ 25″ E / 42.320325°N,2.7902121°E                                                                  |                                                      |                                                   | Modifica les dades a Wikidata |
|        | el Mur                                       | Sant Llorenç de la Muga | edifici històric                                                               |                                                       | 42° 18′ 58″ N, 2° 46′ 47″ E / 42.316091650947°N,2.77962907224792°E                                                     |                                                      |                                                   | Modifica les dades a Wikidata |